# Le Rozel
Le Rozel är en kommun i departementet Manche i regionen Normandie i norra Frankrike. Kommunen ligger i kantonen Les Pieux som tillhör arrondissementet Cherbourg. År 2022 hade Le Rozel 244 invånare.

## Befolkningsutveckling
Antalet invånare i kommunen Le Rozel
| Referens: INSEE |